# CNBC-e
CNBC-eはCNBCのトルコ版。トルコのニュースチャンネル「NTV」傘下の経済ニュースチャンネル「Kanal-e」がその前身。
平日の日中は本家CNBC同様に画面下に「ティッカー」表示させながら、イスタンブール証券取引所からの取引模様や株価情報、その他経済ニュースを中心に、平日夕方以降や週末は海外ドラマなど経済ニュース以外の番組を放送していた。
2016年11月に閉局。その空きチャンネルでは翌日よりTLCの放送が始まっている。

## 主な番組
- Geri　Sayim　06:55 – 09:30/TSI
- Piyasa ekrami 09:30-12:00/TSI
- Finans Cafe 12:00 – 14:00/TSI
- Piyasa ekrami 14:00-16:30/TSI
- Son Baski 16:30 – 18:00/TSI